# 沖縄南部療育医療センター
沖縄南部療育医療センター（おきなわなんぶりょういくいりょうセンター）は、沖縄県那覇市寄宮に位置する医療型障害児入所施設。（旧 沖縄整肢療護園）隣接地に沖縄県立那覇特別支援学校が所在する。

## 概要
沖縄がまだ米国の施政権下にあった1960年(昭和35年)3月、県内初の肢体不自由児施設として沖縄整肢療護園(現、沖縄南部療育医療センター)が開園。初代園長はオリオンビール株式会社の創業者の具志堅宗精、副園長は山田之朗で翌月には施設設置規定で園長の資格要件が医師となり、これまで協会設立や施設設置の中心的役割を担ってきた山田之朗が園長に就任。

## 診療科
内科、神経内科、リハビリテーション科、小児科、精神科

## 関連リンク
- 沖縄県立那覇特別支援学校（那覇市）